# Tomos BT50
Tomos BT50 je cestni motocikel, ki ga je proizvajalo podjetje Tomos od leta 1986 do leta 1993. Motocikel je že v serijski izvedbi dosegel hitrost 80 km/h, zato je bila že takrat potrebna registracija. 
Prvi modeli so bili Tomos BT50 (brez S) od leta 1986 do začetka leta 1988. Od leta 1988 naprej pa z oznako S. Pri Tomos BT50s je vidna razlika v prvih vilicah, zavornem disku, dodanemu prtljažniku, smernikih ter več barvnih kombinacij poleg sive (rdeča in modra). Leta 1992 se v TOMOS-u naredi prehod iz ID tablic s številkami serije na ID nalepke brez številk serije, kar je veljalo tudi za motocikel BT50s.
Opomba: predhodnik motorja je bila za Nizozemski trg razvit moped AT50, ki je bil vizualno identičen, a z "zadušenim" agregatom, skladno s temkajšnimi predpisi. Zaradi popularnosti, kjer je bil Tomos tretji po tržnem deležu, so modele "pripeljali" še domov. Na enakem ogrodju je nastal še ATX, le z drugačno postavitvijo in izgledom.

## Agregat in oprema
Poganja ga agregat, ki pri 8000 obratih dosega 4kW (5,5KM), menjalnik pa ima 5 nožnih prestav. Porabi okoli 2,8L goriva na 100 km (l/100km). Nosilnost motocikla je 150 kg, masa pa 70 kg. Končna hitrost je 80km/h. Ima lita 17 colska kolesa. Opremljen je z disk zavoro spredaj, števcem hitrosti, obratomerjem, smerniki in stop lučjo. Motocikel nudi relativno velik skladiščni prostor v notranjosti sedeža, ki se preprosto odpre s prikrito ročico pod sedežem, nekateri modeli so imeli tudi zaklep tega predala.  
Opomba: agregat je razvil največji navor komaj pri 7900 vrtljajih in je bil za v klanec kar zahteven za vožnjo, da se ni ob počasni vožnji in visokih obratih pregrel.  

## Pojav v filmu
Tomos BT50 (takrat prototip) je imel vidnejšo vlogo leta 1985 tudi v filmu Poletje v školjki, kot prevozno sredstvo bogatejše mladine. 
Opomba: Motorja BT50 sta bila dva. Razen v finalni "akciji" bega, sta bila vedno statično postavljena in predmet občudovanja. Dobro je bila vidna oznaka BT50. "Kaskader v filmu" pa je bil bodoči ATX, ki v filmu še ni imel imena. 
1. ↑  »Tomos BT 50«. Avto-magazin.si. 21. avgust 1986. Pridobljeno 15. avgusta 2024.